# Гармонограф

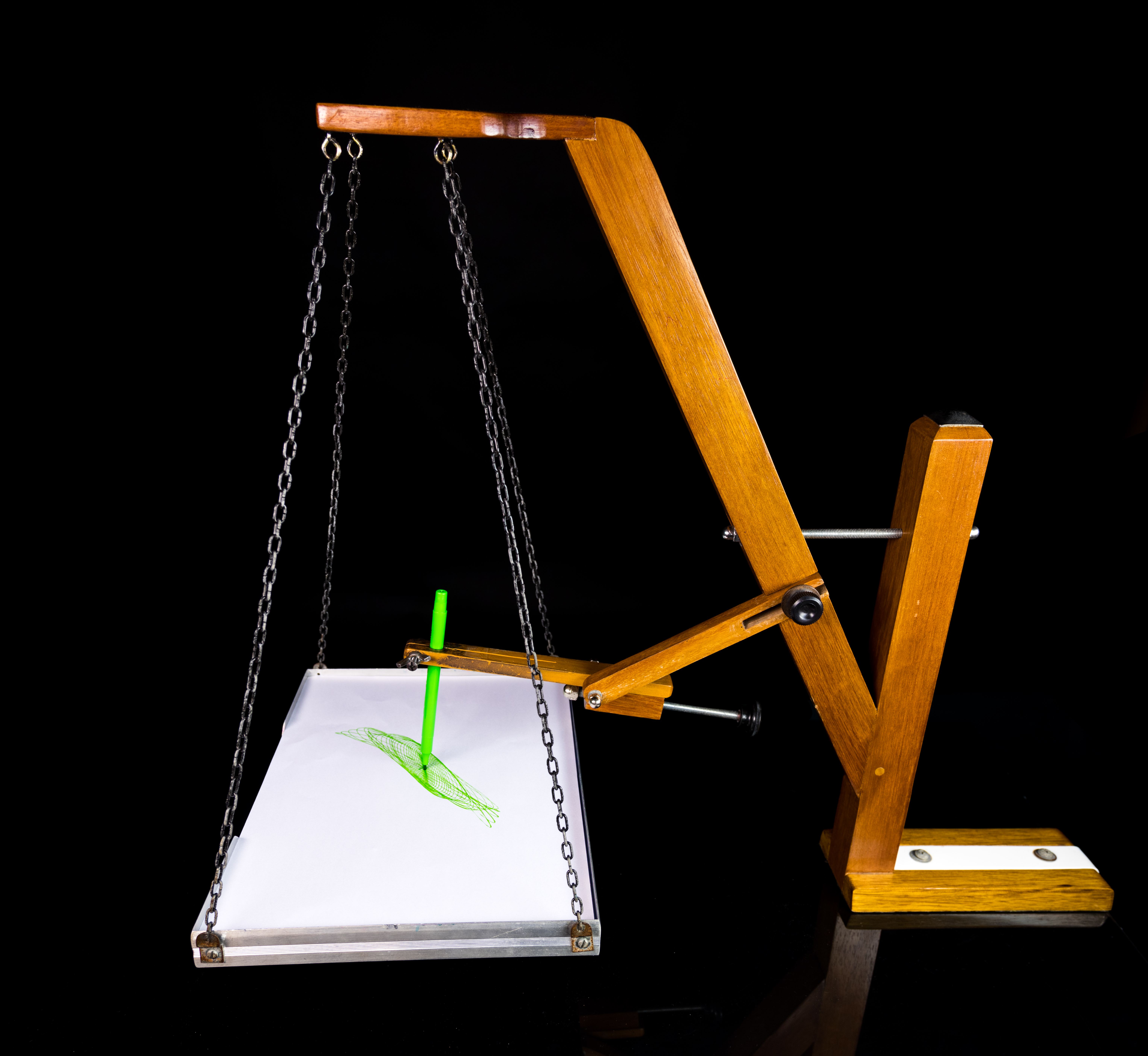
Гармонограф с одним маятником

Гармоно́граф — механический прибор, использующий маятники для создания геометрического изображения. Создаваемые рисунки обычно представляют собой кривые Лиссажу или связанные с ними рисунки большей сложности. Изобретение этих устройств, которые начали появляться в середине 19 века и достигли пика популярности в 1890-х годах, не может быть окончательно приписано одному человеку, хотя официальным изобретателем принято считать Хью Блэкберна, профессора математики из Университета Глазго.
Простой, так называемый "боковой" гармонограф использует два маятника для управления движением пера относительно поверхности чертежа. Один маятник перемещает перо вперед-назад вдоль одной оси, а другой маятник перемещает поверхность чертежа вперед-назад вдоль перпендикулярной оси. Изменяя частоту и фазу движения маятников относительно друг друга, можно создавать различные фигуры. Даже простой гармонограф, описанный выше, может чертить эллипсы, спирали, восьмерки и другие фигуры Лиссажу.
Более сложные гармонографы с более сложным движением пера по бумаге включают в себя несколько отдельных или даже соединенных вместе маятников (например, один маятник может быть подвешен к другому).
Особый тип гармонографа — пинтограф — основан на относительном движении двух вращающихся дисков.

## История создания
В 1870-х годах термин "гармонограф" упоминается в связи с А. Е. Донкиным и устройствами, созданными Сэмюэлем Чарльзом Тисли.

## Маятник Блэкбёрна
Маятник Блэкберна — это устройство для иллюстрации простого гармонического колебания. Он был назван в честь Хью Блэкберна, который описал его в 1844 году. Впервые он был рассмотрен Джеймсом Дином в 1815 году и математически проанализирован Натаниэлем Боудичем в том же 1844 году. Маятник подвешивается к струне, которая в свою очередь подвешена к V-образной паре струн, так что маятник колеблется одновременно в двух перпендикулярных направлениях с разными периодами. В результате маятник движется по траектории, напоминающей кривую Лиссажу; он относится к семейству механических устройств, известных как гармонографы.
В учебниках по физике середины XX века этот тип маятника иногда называют двойным маятником.

## Математическое описание действия
Гармонограф создает свои фигуры с помощью движения затухающих маятников. Движение затухающего маятника описывается уравнением:
{\displaystyle x(t)=A\sin(tf+p)e^{-dt},}
где {\displaystyle f} — частота,
{\displaystyle p} — фаза,
{\displaystyle A} — амплитуда,
{\displaystyle d} — затухание
{\displaystyle t} — время.
Если маятник может двигаться вокруг двух осей (круговой или эллиптической формы), то в силу принципа суперпозиции движение стержня, соединенного с нижней частью маятника, вдоль одной оси будет описываться уравнением:
{\displaystyle x(t)=A_{1}\sin(tf_{1}+p_{1})e^{-d_{1}t}+A_{2}\sin(tf_{2}+p_{2})e^{-d_{2}t}.}
Типичный гармонограф имеет два маятника, которые движутся подобным образом, и ручку, которая перемещается двумя перпендикулярными стержнями, соединенными с этими маятниками. Поэтому траектория движения фигуры гармонографа описывается параметрическими уравнениями:
{\displaystyle {\begin{aligned}x(t)&=A_{1}\sin(tf_{1}+p_{1})e^{-d_{1}t}+A_{2}\sin(tf_{2}+p_{2})e^{-d_{2}t},\\y(t)&=A_{3}\sin(tf_{3}+p_{3})e^{-d_{3}t}+A_{4}\sin(tf_{4}+p_{4})e^{-d_{4}t}.\end{aligned}}.}
Соответствующая компьютерная программа может перевести эти уравнения в график, эмулирующий гармонограф. Применяя первое уравнение к каждому уравнению второй раз, можно эмулировать движущийся лист бумаги.

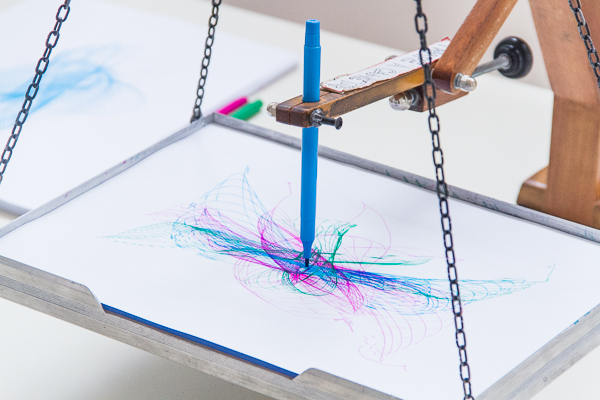
Принцип работы механического гармонографа с одним маятником. В качестве пера здесь используется цветной фломастер.
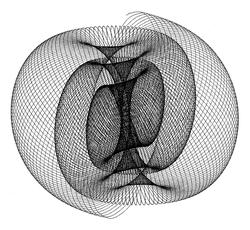
Изображение, созданное гармонографом с двумя маятниками.
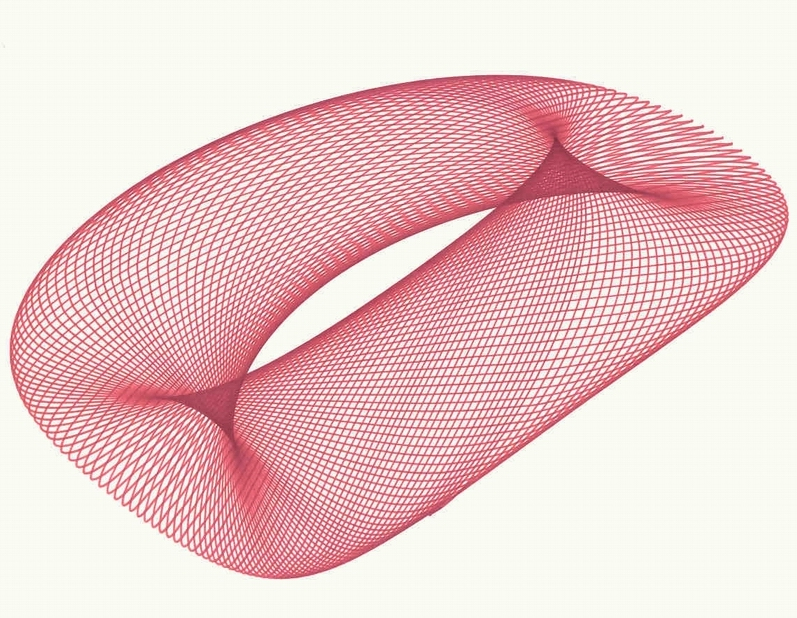
Изображение, созданное пинтографом.
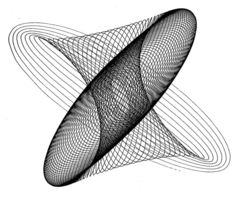
Изображение, созданное гармонографом с двумя маятниками.

## Список примечаний
1. ↑  Turner, Steven (February 1997). "Demonstrating Harmony: Some of the Many Devices Used To Produce Lissajous Curves Before the Oscilloscope". Rittenhouse. 11 (42): 41.
2. ↑  Пинтограф не следует путать с пантографом, который представляет собой механическое устройство, используемое для увеличения фигур.
3. ↑  Robert J. Whitaker. Harmonographs. II. Circular design // American Journal of Physics. — 2001-02. — Т. 69, вып. 2. — С. 174–183. — ISSN 1943-2909 0002-9505, 1943-2909. — doi:10.1119/1.1309522.
4. ↑  Leslie P. Pook. Understanding pendulums. — Dordrecht: Springer, 2013. — Т. 12. — 133 с. — (History of mechanism and machine science). — ISBN 978-94-007-3634-4.
5. ↑  Baker, Gregory L.; Blackburn, James A. (2005). The Pendulum: a case study in physics. Oxford. ISBN 978-0-19-156530-4